# 公牛

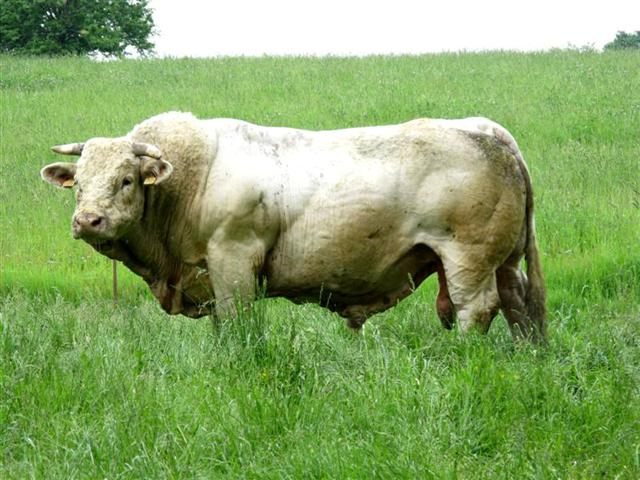
公牛

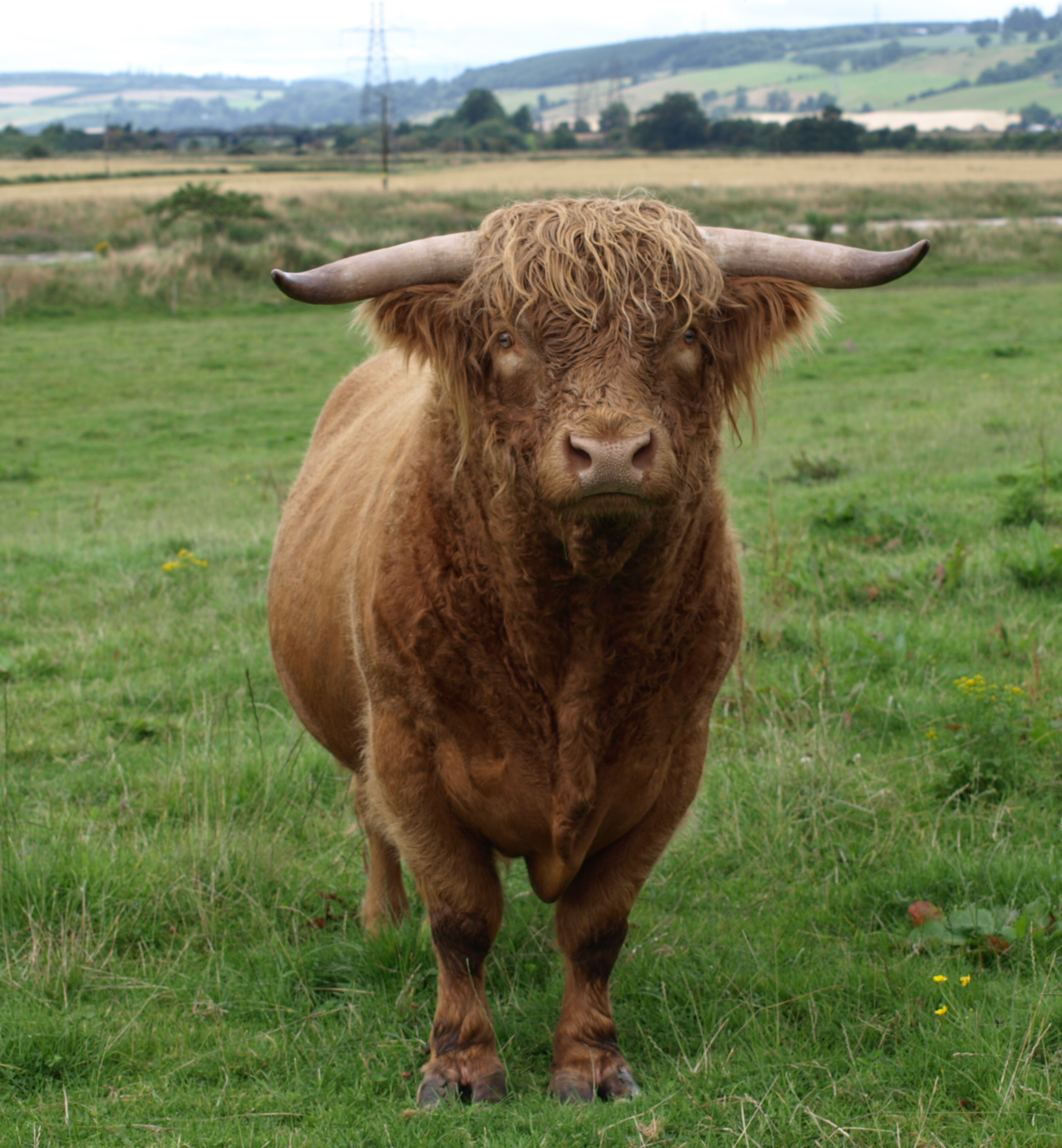
公牛

公牛（英語：bull），即雄性牛。一般而言，公牛比母牛更強壯及更具攻擊性。公牛的角通常都較大。 公牛在許多文化中都是一個重要的象徵。就食用而言，公牛的肉亦與母牛的肉不同，公牛的肉较瘦，較早就可以屠宰。
被閹割的公牛，叫作閹公牛。